# KS Devolli
KS Devolli (Klubi Sportiv Devolli) är en albansk fotbollsklubb baserad i Bilisht i Devoll kommun. Klubben grundades 1927. Säsongen 2018-2019 vann laget andra divisionen och kommer att flyttas upp till första divisionen nästa säsong.